# Million Man March

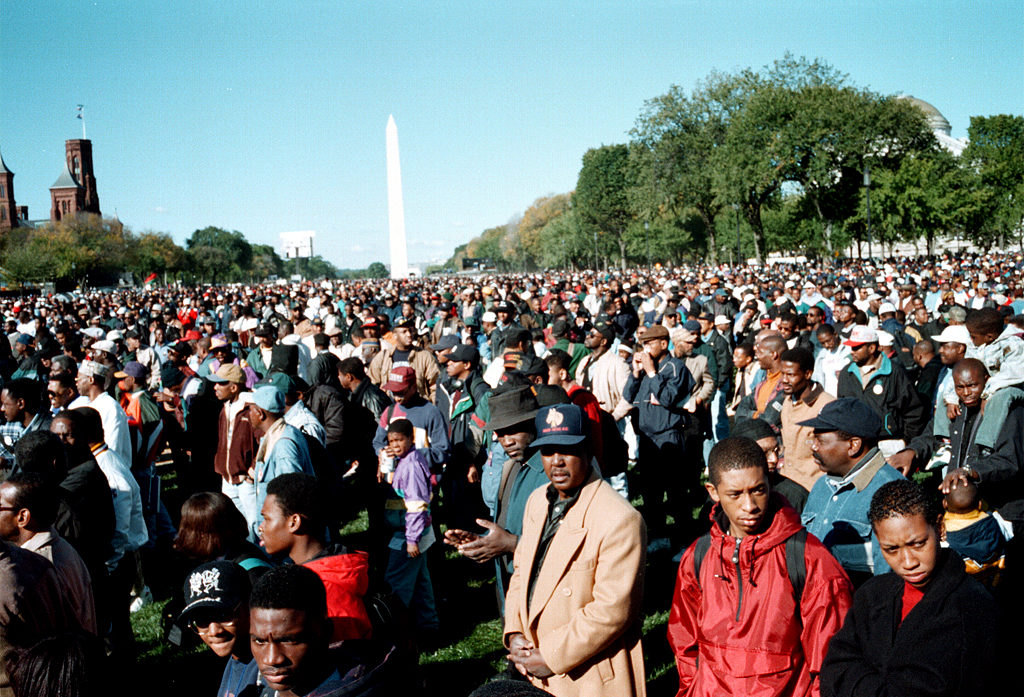
The Million man march, à Washington, D.C., en 1995.

La Million Man March (aussi nommée Jour de l'expiation) fut une manifestation organisée le 16 octobre 1995 à Washington, D.C. par le mouvement afro-américain, en particulier par le leader de la Nation of Islam, Louis Farrakhan. Elle rassembla entre 400 000 et 1 000 000 de personnes voulant attirer l'attention des partis politiques sur la situation socio-économique des Noirs américains, en particulier du Parti républicain qui venait de gagner les élections législatives, mais aussi des démocrates, qui étaient au pouvoir avec Bill Clinton.
La manifestation demeura cependant controversée pour différentes raisons, tenant tant à la personnalité de Farrakhan qu'à la controverse concernant le nombre de participants, etc. Seule une petite fraction des participants, néanmoins, étaient proches de Farrakhan.

## Les participants
Outre la Nation of Islam, la manifestation fut soutenue par le Black caucus du Congrès (à l'exception de son seul membre républicain, Gary Franks (en)) et de nombreuses autres organisations et/ou personnalités, telles que le révérend Jesse Jackson. Parmi les orateurs présents, outre Farrakhan, on peut citer Rasul Muhammad, Master of Ceremonies; le révérend Benjamin Chavis (en), l'un des principaux organisateurs; Martin Luther King III et la militante historique Rosa Parks; Maya Angelou; le révérend Jeremiah Wright; le sénateur Aldebert Bryan ; le révérend Jesse Jackson; le révérend Addis Daniel. On peut encore citer le député Donald M. Payne (en), le maire de Washington Marion Barry, Boubacar Joseph Ndiaye, conservateur de la Maison des esclaves de l'île de Gorée (Sénégal), le révérend baptiste Willie Wilson ou la présidente du National Council of Negro Women (en) Dorothy Height.

## Contexte
La Million Man March prit place dans une campagne plus large (dite grassroots, organisée par des militants de quartier) visant à pousser les Noirs à s'inscrire sur les listes électorales afin d'attirer l'attention des politiciens sur la situation socio-économique des Afro-américains. Cette campagne était elle-même une réponse à la victoire historique du Parti républicain à la Chambre des représentants lors des élections de novembre 1994. Le succès du programme républicain, le Contract with America (en), faisait craindre à nombre d'organisateurs de la Marche que le destin des Afro-Américains serait entièrement laissé de côté.
En 1995, les Noirs américains avaient un taux de chômage proportionnellement deux fois supérieur aux Blancs; un taux de pauvreté supérieur à 40 % ; et la médiane de revenus d'un foyer afro-américain s'élevait à 58 % de celui d'un foyer blanc.

## Controverses
La marche fut cependant controversée pour plusieurs raisons: d'abord, la personnalité de Farrakhan lui-même, à tel point que nombreux observateurs et participants se demandent comment dissocier la Marche de son organisateur principal. Si son message ponctuel pour la manifestation fut plutôt bien accueilli, certaines de ses déclarations furent mal vécues par la communauté juive américaine.
Ensuite, la controverse sur le nombre de participants: suivant les directions du Congrès, le National Park Service estima celui-ci, arrivant au chiffre de 400 000; la Nation of Islam parla d'entre 1,5 et 2 millions de participants, et l'enjeu du débat s'éleva jusqu'à ce que Farrakhan menace de porter plainte. Une estimation indépendante faite par des chercheurs de l'Université de Boston, qui se basait sur des photos aériennes, arriva au chiffre de 837 000 manifestants, avec une marge d'erreur de 20 % (ce qui faisait entre environ 670 000 et plus d'un million de participants). La controverse fut telle que le National Park Service s'abstient aujourd'hui de donner des estimations concernant les manifestations, les organisateurs devant désormais louer les services d'agences privées pour cela.
Enfin, les femmes n'avaient pas été convoquées à la manifestation: celle-ci protestait en effet, entre autres, contre la représentation des hommes noirs comme « agneaux sacrificiels du mal masculin » (sacrificial lambs for male evil), c'est-à-dire comme symbole du sexisme. Cette protestation intervenait au moment des affaires d'O. J. Simpson, Mike Tyson et Willie Horton (en), la manifestation voulant au contraire dépeindre les hommes noirs comme des hommes responsables et dignes. Par ailleurs, certains thèmes de la manifestation étaient liées de très près aux problèmes féminins: les organisateurs (notamment le révérend Jesse Jackson) protestaient ainsi, entre autres, contre la fermeture des hôpitaux down-town, induisant de moindres soins pré-nataux. La réduction du budget alloué au programme Head Start soutenant les très jeunes enfants fut aussi critiquée. Les militantes afro-américaines, ainsi que les hommes ne s'étant pas rendu à Washington, organisèrent le même jour une manifestation parallèle, initiée par Farrakhan, le National Day of Absence, - dans un esprit qui sera repris par les Chicanos lors du Grand Boycott américain du 1er mai 2006. La controverse demeura cependant, entre autres en raison de Farrakhan lui-même; la présidente de la NAACP, Myrlie Evers-Williams, qui soutenait la manifestation, demeurait gênée de cette non-participation des femmes. Deux ans plus tard une Million Woman March (en) fut organisée à Philadelphie.